# Chloroclystis lichenodes
Chloroclystis lichenodes är en fjärilsart som beskrevs av Purdie 1887. Chloroclystis lichenodes ingår i släktet Chloroclystis och familjen mätare. Inga underarter finns listade i Catalogue of Life.